# Aspidoscelis angusticeps
El huico yucateco (Aspidoscelis angusticeps) es una especie de lagarto que pertenece a la familia Teiidae. Es nativo de la península de Yucatán (México), Guatemala y Belice. Su rango altitudinal oscila entre 0 y 300 m s. n. m..

## Taxonomía
Se reconocen las siguientes subespecies:
- Aspidoscelis angusticeps angusticeps (Cope, 1878)
- Aspidoscelis angusticeps petenensis (Beargie & McCoy, 1964)